# Lysiteles digitatus
Lysiteles digitatus es una especie de araña cangrejo del género Lysiteles, familia Thomisidae, orden Araneae.

## Distribución
Esta especie se encuentra en China.

## Taxonomía
Fue descrita científicamente por Zhang, Zhu & Tso en 2006.
Tratamiento taxonómico
La especie aparece registrada y publicada en Four new crab spiders from Taiwan (Araneae, Thomisidae). Journal of Arachnology 34(1): 77–86.